# Procraerus
Procraerus är ett släkte av skalbaggar som beskrevs av Edmund Reitter 1905. Procraerus ingår i familjen knäppare.
Släktet innehåller bara arten Procraerus tibialis.